# Felszeichnung (Kartografie)

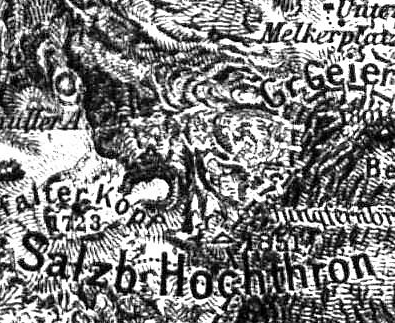
Felszeichnung am Salzburger Hochthron auf einer Alpenvereinskarte von 1886

Als Felszeichnung oder Felssignatur wird in der Kartografie die Art der Reliefdarstellung bezeichnet, mit der auf großmaßstäbigen Landkarten die Struktur der Felsen dargestellt wird.
Oft kann im Gebirge auf Grund der zerklüfteten, stark abfallenden, teilweise senkrechten Felsformationen das Gelände nicht mehr nur mit Isolinien dargestellt werden, da diese zu eng aneinanderliegen würden. In solchen Fällen zeichnen die Kartografen eine Felszeichnung aus Strichen, Punkten und Schummerung ein, um auch solche Geländestrukturen gut wiedergeben zu können. Wenn möglich werden auch die Isolinien eingezeichnet, um daraus die Geländeneigung ableiten zu können.
Weitere Gebirgsformationen wie Rinne, Schutthalden, Lavaausflüsse, Dolinen, Karsteinbrüche etc. werden über verschiedene andere Kartenzeichen ergänzt.
Bereits die 1826 im Kupferstich erschienene Karte der Berchtesgadener Alpen enthielt eine schematische Felszeichnung. Heute sind besonders die Karten im Maßstab 1:25.000 und 1:50.000 der Alpenvereine Deutschlands und Österreichs sowie des Schweizer Bundesamt für Landestopografie für ihre hohe Qualität bei den Felszeichnungen bekannt und auch für Alpinisten gut geeignet.